# Lucas Hajda
Lucas Georg Hajda (* 31. Januar 1965 in Hainburg) ist ein ehemaliger österreichischer Basketballspieler.

## Laufbahn
Die Eltern des 1,86 Meter großen Aufbauspielers waren im Basketball im Verein UKJ Bruck engagiert. Seine Schwester Annabel und sein Bruder Thomas spielten ebenfalls in der Bundesliga, beide bei Union Kuenring. Hajda, dessen große Stärke der Dreipunktwurf war, gewann mit dem BK Klosterneuburg (1985 bis 1990) und UKJ Möllersdorf (beziehungsweise Arkadia Traiskirchen; 1991 bis 2001) mehrfach die österreichische Staatsmeisterschaft. Mit Klosterneuburg gelang ihm dies in den Jahren 1986, 1987, 1988, 1989 und 1990, mit Traiskirchen 1994 sowie 2000. Hinzu kamen Siege im Pokalbewerb (1997, 2000, 2001). Im September 1990 erlitt er bei einem Verkehrsunfall schwere Verletzungen an den Rippen sowie an der Wirbelsäule. Im Unfallwagen saß er mit weiteren Spielern des BK Klosterneuburg. Hajda war zudem Stammkraft in der Nationalmannschaft und brachte es auf 46 Länderspiele. 2001 beendete er seine Leistungsbasketballkarriere.
Später trat Hajda als Experte bei Basketball-Übertragungen des Fernsehsenders Sky auf, hauptberuflich wurde er Lehrer für Geschichte und Sport.